# مک‌گی ۸۵۴۵
سیارک ۸۵۴۵ (به انگلیسی: 8545 McGee، نامگذاری:1994AM1) هشت هزار و پانصد و چهل و پنجمین سیارک کشف شده‌است که در ۲ ژانویه ۱۹۹۴ کشف شد.
قدر مطلق سیارک برابر ۱۴٫۸۰ است.